# Carina Lidbom
Carina Lidbom, född 9 februari 1957 i Östersund, är en svensk skådespelare och komiker. Hon slog igenom i början av 1990-talet, bland annat som Sunes mor i en adventskalender och en efterföljande långfilm. Senare har hon bland annat synts i Rederiet där hon porträtterade Katrin Karing (1992) och Alexandra Remmer (1997–2001) samt i olika nöjesprogram på TV, bland annat På spåret.

## Biografi
Lidbom flyttade med familjen till Liberia i 7-årsåldern, där fadern då arbetade som ingenjör, och kom tillbaka till Sverige i början av tonåren. Hon studerade idé- och lärdomshistoria och konsthistoria vid Uppsala universitet, och gick sedan Teaterhögskolan i Malmö 1985–1988. Efter examen 1988 satte hon bland annat upp en kabaré med två kvinnliga kolleger med namnet Darling Desperados. Hon har varit engagerad vid Fria Proteatern, Dramaten, Vasateatern, Oscarsteatern, Malmö Dramatiska Teater och Östgötateatern.

### Film och TV
Carina Lidbom blev ett känt ansikte i samband med Sunes jul 1991, adventskalendern i TV där hon spelade Sunes mamma. Under 1990-talet var hon flitig deltagare och gäst i olika nöjesprogram på TV, däribland Gäster med gester, Det kommer mera och Prat i kvadrat. Hon har fyra gånger (1998, 1999, 2002, 2013) deltagit i På spåret; både 1999 och 2002 deltog hon i det vinnande laget. Hon deltog i På Spårets mästarsäsong (2012–2013) tillsammans med Tommy Engstrand. Laget förlorade båda sina matcher mot Erik och Martina Haag samt Lennart Hoa-Hoa Dahlgren och Cecilia Hagen.

### Övrigt
Lidbom är även aktiv som föredragshållare och har skrivit fyra barnböcker. Hon är bosatt i Gustavsberg utanför Stockholm.

## Filmografi
- 1988 – Kuriren (TV-serie)
- 1988 – SOS – en segelsällskapsresa
- 1989 – Det var då... (TV-serie)
- 1991 – Ett paradis utan biljard
- 1991 – Luigis paradis
- 1991 – Sunes jul (TV-serie)
- 1991 – T. Sventon och fallet Isabella
- 1992–2002 – Rederiet (TV-serie)
- 1993 – Sunes sommar
- 1995 – Sjukan (TV-serie)
- 1995 – Mördare utan ansikte (TV-serie)
- 1995 – Majken (TV-serie)
- 1995 – Hundarna i Riga
- 1996 – Den vita lejoninnan
- 1996 – Detta har hänt (TV-serie)
- 1997 – Sanning eller konsekvens
- 1997 – Tartuffe - hycklaren
- 1997 – Skallgång
- 1998 – Snacka om nyheter (TV-serie)
- 2002 – Den vilda familjen Thornberry – filmen
- 2003 – Hem till Midgård (TV-serie)
- 2008 – Full bricka (TV-serie)
- 2010 – Otroligt het!
- 2011 – Tysta leken
- 2021 – Beck - Den Förlorade Sonen
- 2021 – Maria Wern – En orättvis rättvisa
- 2021 – Mullvaden
- 2023 – Ett sista race

## Teater

### Roller (ej komplett)
| År   | Roll                                       | Produktion                                                      | Regi                         | Teater                        |
| ---- | ------------------------------------------ | --------------------------------------------------------------- | ---------------------------- | ----------------------------- |
| 1996 | Gudrun                                     | Alla var där (Anyone for Breakfast?) Derek Benfield             | Paal Wesenlund               | Folkan                        |
| 2003 |                                            | Bussresan Ulf Larsson                                           | Ulf Larsson                  | Vasateatern                   |
| 2004 | Katarina Nilsson                           | Fångad på nätet (Caught in the net) Ray Cooney                  | Bo Hermansson                | Oscarsteatern                 |
| 2007 | Lisa Berg                                  | Otroligt het! Krister Classon och Lars Classon                  | Krister Classon Lars Classon | Lisebergsteatern, Vasateatern |
| 2008 | Katarina Nilsson                           | Kuta och kör (Run for Your Wife) Ray Cooney                     | Bo Hermansson                | Lorensbergsteatern            |
| 2012 | Skatteinspektören. Den svartsjuka hustrun. | Nu är det klippt Robert Dröse                                   | Robert Dröse                 | Maximteatern och turné        |
| 2015 | Alice                                      | Tresteg i snedsteg (Anyone for Breakfast?) Derek Benfield       | Adde Malmberg                | Krusenstiernska gården        |
| 2016 | Eriks fru                                  | Rakt ner i fickan (Cash on delivery) Michael Cooney             | Edward af Sillén             | Krusenstiernska gården        |
| 2024 | Henrietta Magnusson                        | Oj då! … en till?! (One For the Pot) Ray Cooney och Tony Hilton | Edward af Sillén             | Krusenstiernska gården        |